# Mechoopda
Els mechoopda són una tribu d'amerindis maidus de Califòrnia. Estan registrats en la Tribu índia Mechoopda de la ranxeria Chico, una tribu reconeguda federalment. Històricament,la tribu ha parlat konkow, una llengua relacionada amb el maidu, i cap al 2010 han creat materials d'aprenentatge digital a partir de les antigues gravacions d'Emma Cooper, fetes durant la dècada de 1940 com a part de l'esforç de guerra.
La tribu estava situada en una vila situada a 5,6 kilòmetres al sud de l'actual vila de Chico (Califòrnia). La tribu fou terminada en 1967 i va perdre la seva ranxeria Chico de 26 acres. "Aproximadament la meitat de l'antiga ranxeria Chico és actualment propietat de la Universitat estatal Chico, Chico" Els Mechoopda recuperaren el reconeixement federal en 1992.

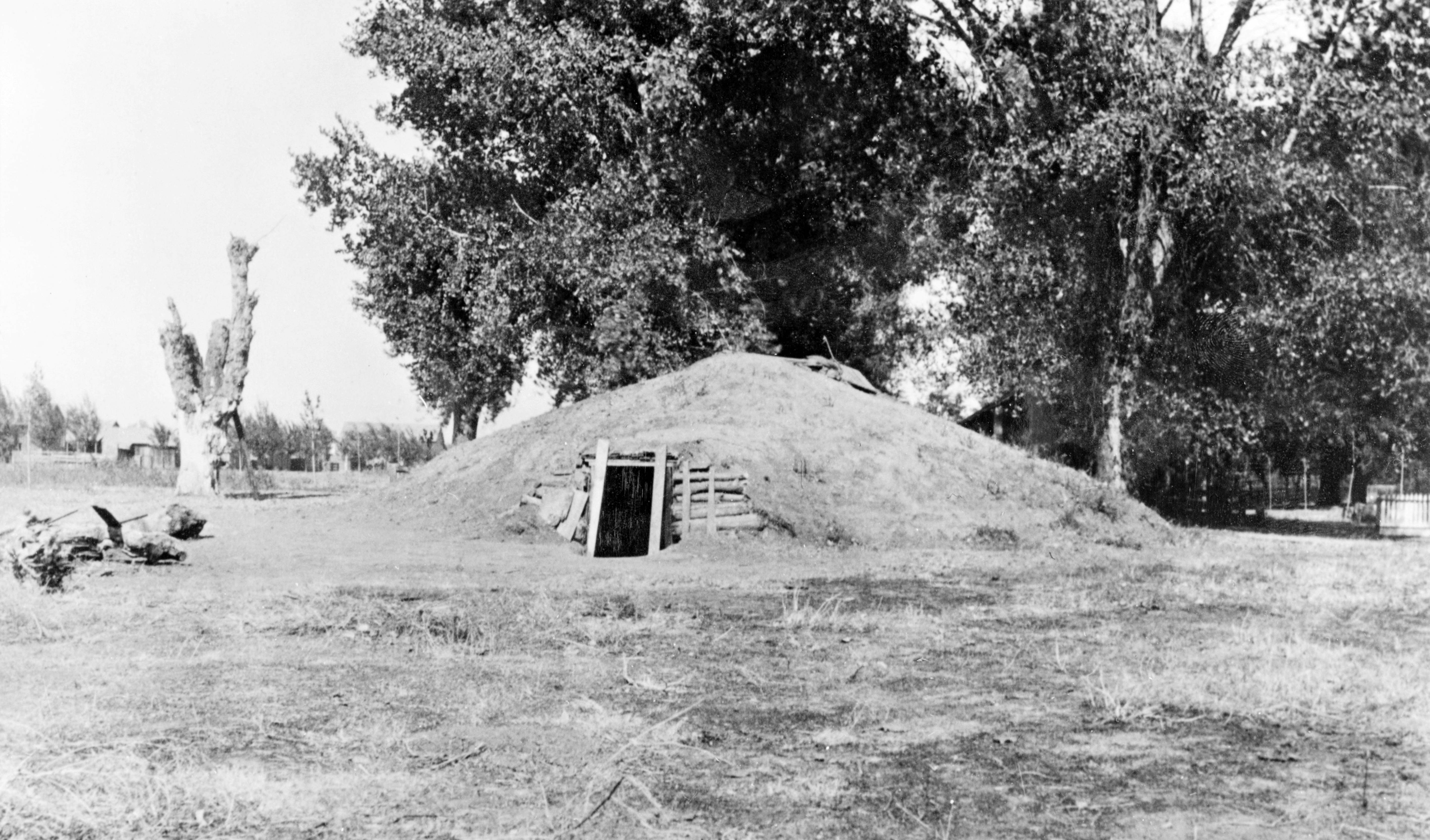
Casa Mechoopda el 1890

## Govern
La tribu índia Mechoopda ratificà llur constitució l'1 de febrer de 1998. La tribu és governada per un consell tribal de set membres. L'actual cap tribal és Dennis Ramirez. La tribu té 413 membres registrats.

## Reserva
La ranxeria Chico és una reserva federal situada al comtat de Butte (Califòrnia). La població de la ranxeria és d'aproximadament 70 persones. Chico és la vila més propera.